# Buffy the Vampire Slayer: The Album
Buffy the Vampire Slayer: The Album is het officiële soundtrackalbum van de televisieserie Buffy the Vampire Slayer. Het album bestaat grotendeels uit werk van relatief onbekende bands die vaak ook te zien waren in de serie zelf. Op de nummers van Garbage en Hepburn na, zijn alle nummers te horen in de serie. Muzikaal is het album tamelijk uiteenlopend: er is een brede variatie aan muziekgenres te horen. 

## Buffy the Vampire Slayer Theme
De muziek tijdens de openingstitels werd ingespeeld en gecomponeerd door de poppunkband Nerf Herder. Vooral het zware geluid van de elektrische gitaar is dominant aanwezig. Andere instrumenten die gebruikt werden zijn een orgel, drumstel, basgitaar en klassieke horrorsamples waaronder het gehuil van een weerwolf. Op het internet circuleren geluidsfragmenten waarbij aangenomen wordt dat het nummer gespeeld werd door Cradle of Filth of Slayer. Dit blijkt echter niet te kloppen. Het nummer werd tot op heden enkel gecoverd door The Breeders. 

## Velvet Chain
Velvet Chain speelde meerdere nummers tijdens de serie. Ze waren te zien in de vijfde aflevering (Never Kill a Boy on the First Date) van het eerste seizoen waarin ze twee nummers live speelden. Erika Amato, frontzangeres van de band, was zodanig onder de indruk van de televisieserie dat ze besloot om een eigen themesong te schrijven. Inspiratie haalde ze bij de fans van de serie die elk hun ideeën mochten mailen omtrent het inhoudelijke verhaal dat het nummer vertelt.  Het nummer, simpelweg getiteld Buffy, werd uitgebracht op hun eigen muzieklabel en is terug te vinden op de Buffy E.P..
Het nummer gaat uiteindelijk over gebeurtenissen uit Buffy's leven tijdens de eerste twee seizoenen.

### Albums
- Warm (1997)
- The Buffy E.P. (1999)

## Four Star Mary
De nummers van Four Star Mary werden in de serie gebruikt als het muzikale oeuvre van de fictieve band Dingoes Ate My Baby waarvan het hoofdpersonage Oz de bassist van de band speelde. De fictieve band was te zien in seizoen 2, 3 en 4.

### Albums
- Four Star Mary (1997) (ep)
- Thrown to the Wolves (1999)

## Track List
1. Nerf Herder – "Buffy the Vampire Slayer Theme"
2. Guided by Voices – "Teenage FBI"
3. Garbage – "Temptation Waits"
4. Velvet Chain – "Strong"
5. Hepburn – "I Quit"
6. Furslide – "Over My Head"
7. Bif Naked – "Lucky"
8. Black Lab – "Keep Myself Awake"
9. K's Choice – "Virgin State of Mind"
10. Superfine – "Already Met You"
11. Face to Face – "The Devil You Know (God Is a Man)"
12. Kim Ferron – "Nothing but You"
13. Alison Krauss and Union Station – "It Doesn't Matter"
14. The Sundays – "Wild Horses"
15. Four Star Mary – "Pain" (Slayer Mix)
16. Splendid – "Charge"
17. Rasputina – "Transylvanian Concubine"
18. Christophe Beck – "Close Your Eyes" (Buffy/Angel Love Theme)